# Octreotide
Octreotide (tên thương mại Sandostatin, và các tên khác) là một octapeptide bắt chước somatostatin tự nhiên về mặt dược lý, mặc dù nó là chất ức chế mạnh hơn hormone tăng trưởng, glucagon và insulin so với hormone tự nhiên. Nó được tổng hợp lần đầu tiên vào năm 1979 bởi nhà hóa học Wilfried Bauer.

## Sử dụng trong y tế

### Khối u
Octreotide được sử dụng để điều trị hormone tăng trưởng khối u sản xuất (bệnh to đầu chi và khổng lồ), khi phẫu thuật được chỉ định, khối u tuyến yên tiết ra hormone kích thích tuyến giáp (thyrotropinoma), tiêu chảy và xả nước tập kết hợp với hội chứng carcinoid, và tiêu chảy ở những người bị đường ruột vận mạch khối u peptide-secreting (VIPomas).

### Chảy máu giãn tĩnh mạch thực quản
Octreotide thường được dùng dưới dạng tiêm truyền để kiểm soát xuất huyết cấp tính do giãn tĩnh mạch thực quản trong bệnh xơ gan trên cơ sở nó làm giảm áp lực tĩnh mạch cửa, mặc dù bằng chứng hiện tại cho thấy tác dụng này là tạm thời và không cải thiện khả năng sống sót.

### Phóng xạ
Octreotide được sử dụng trong hình ảnh y học hạt nhân bằng cách dán nhãn indium-111 (Octreoscan) để hình ảnh không xâm lấn thần kinh và các khối u khác biểu hiện thụ thể somatostatin. Gần đây, nó đã được phóng xạ bằng carbon-11  cũng như gallium-68, cho phép chụp ảnh với chụp cắt lớp phát xạ positron (PET), cung cấp độ phân giải và độ nhạy cao hơn.
Octreotide cũng có thể được dán nhãn bằng nhiều loại hạt nhân phóng xạ, chẳng hạn như ytri-90 hoặc lutetium-177, để cho phép điều trị bằng hạt nhân phóng xạ peptide (PRRT) để điều trị các khối u thần kinh không thể phát hiện được.

### Cực quang
Octreotide cũng có thể được sử dụng trong điều trị bệnh to cực, rối loạn hormone tăng trưởng quá mức (GH). Octreotide, là một chất tương tự somatostatin, ức chế sự giải phóng GH từ tuyến yên thông qua một quá trình thường liên quan đến phản hồi tiêu cực.

### Lỗ rò đường tiêu hóa
Octreotide giúp quản lý lỗ rò bằng cách giảm bài tiết đường tiêu hóa và ức chế nhu động đường tiêu hóa, do đó kiểm soát và giảm sản lượng của nó. Giá trị trong việc chữa lành lỗ rò đường ruột vẫn chưa được chứng minh và việc sử dụng thường xuyên bị hạn chế do các tác dụng phụ.
Octreotide cũng được sử dụng trong điều trị hạ đường huyết chịu lửa ở trẻ sơ sinh và hạ đường huyết sulphonyl urê gây ra ở người lớn.

## Chống chỉ định
Octreotide chưa được nghiên cứu đầy đủ để điều trị cho trẻ em cũng như phụ nữ mang thai và cho con bú. Thuốc chỉ được dùng cho những nhóm bệnh nhân này nếu phân tích lợi ích rủi ro là dương tính.

## Quá liều
Octreotide rất hữu ích trong việc quản lý quá liều các loại thuốc hạ đường huyết loại sulfonylurea, khi tái phát hoặc khó chữa với dextrose tiêm. Cơ chế hoạt động là ức chế bài tiết insulin.